# Метрологија
Метрологија је наука о мерењу. Она се бави мерним јединицама и њиховим еталонима, мерилима и мерењима и обухвата све теоријске и практичне проблеме који се односе на мерења без обзира на њихову тачност. Метрологија такође обухвата одређивање физичких константи и својства материјала и материје. Метрологија се може посматрати и у зависности од физичке величине коју разматра, као метрологија дужине, метрологија времена, метрологија температуре и слично, или према области примене, као техничка метрологија, астрономска метрологија, медицинска метрологија. 
Метрологија је под дејством низа других наука, односно области, истовремено делујући на њих. Пораст сазнања из метрологије водио је специјализацији, тј. развоју њених појединих делова, нпр. метрологија масе, метрологија дужине, метрологија времена и фреквенције.
Већина метролога који се баве историјатом метрологије везује њен почетак као науке за 18. век, односно за период око француске револуције која је дала значајан подстрек њеном развоју. Наиме у том периоду зачела се идеја о стварању децималног метарског система и о усвајању дефиниције за јединицу дужине – метар. Након потписивања Међународне метарске конвенције 20. маја 1875. године у Паризу, којој су током времена приступиле скоро све развијене земље, метрологија се као наука од општег интереса убрзано развија.
Метрологија је подељена на три основне активности које се преклапају:
- Дефиниција мерних јединица
- Реализација ових мерних јединица у пракси
- Следљивост—повезивање мерења у пракси са референтним стандардима

У свакој земљи постоји национални мерни систем (НМС) као мрежа лабораторија, калибрационих објеката и тела за акредитацију која имплементирају и одржавају њену метролошку инфраструктуру. НМС утиче на начин на који се мерења врше у земљи и на њихово признање од стране међународне заједнице, што има широк утицај на њено друштво (укључујући економију, енергију, животну средину, здравље, производњу, индустрију и поверење потрошача). Ефекти метрологије на трговину и економију су неки од друштвених утицаја који се најлакше посматрају. Да би се олакшала фер трговина, мора постојати договорени систем мерења.

## Историја
Способност само мерења је недовољна; стандардизација је кључна да би мерења била смислена. Први запис о сталном стандарду настао је 2900. године пре нове ере, када је краљевски египатски кубит исклесан од црног гранита. Лакат је био прописан да буде дужина фараонове подлактице плус ширина његове руке, и реплике стандарда су дате градитељима. На успех стандардизоване дужине за изградњу пирамида указују дужине њихових основа које се разликују за највише 0,05 одсто.
Друге цивилизације су произвеле опште прихваћене стандарде мерења, са римском и грчком архитектуром заснованом на различитим системима мерења. Колапс царстава и мрачно доба које је уследило довели су до губитка знатног дела знања о мерењу и стандардизацији. Иако су локални системи мерења били уобичајени, упоредивост је била тешка пошто су многи локални системи били некомпатибилни. Енглеска је 1196. године успоставила Асизе мера да створи стандарде за мерење дужине, а Магна Карта из 1215. године укључивала је део о мерењу вина и пива.
Савремена метрологија има своје корене у Француској револуцији. Са политичком мотивацијом за хармонизацију јединица широм Француске, предложен је стандард дужине заснован на природном извору. У марту 1791. године дефинисан је метар. То је довело до стварања метричког система заснованог на децималном систему 1795. године, успостављајући стандарде за друге врсте мерења. Неколико других земаља усвојило је метрички систем између 1795. и 1875. године; да би се осигурала међународна усклађеност, Међународни биро за тегове и мере (фр. Bureau International des Poids et Mesures, или BIPM) је основан Конвенцијом о метру. Иако је првобитна мисија BIPM-а била да створи међународне стандарде за мерне јединице и повеже их са националним стандардима како би се обезбедила усаглашеност, његов делокруг је проширен на електричне и фотометријске јединице и стандарде мерења јонизујућег зрачења. Метрички систем је модернизован 1960. стварањем Међународног система јединица (SI) као резултат 11. резолуције Генералне конференције о теговима и мерама (фр. Conference Generale des Poids et Mesures, или CGPM).

## Потпоља
Међународни биро за тегове и мере (BIPM) дефинише метрологију као „науку о мерењу, која обухвата експериментална и теоријска одређивања на било ком нивоу неизвесности у било којој области науке и технологије“. Тиме се успоставља заједничко разумевање јединица, кључних за људску активност. Метрологија је област широког спектра, али се може сажети кроз три основне активности: дефинисање међународно прихваћених мерних јединица, реализација ових мерних јединица у пракси и примена ланаца следљивости (повезивање мерења са референтним стандардима). Ови концепти се примењују у различитим степенима на три главне области метрологије: научну метрологију; примењена, техничка или индустријска метрологија и законска метрологија.

### Научна метрологија
Научна метрологија се бави успостављањем мерних јединица, развојем нових мерних метода, реализацијом мерних еталона и преносом следљивости са ових еталона на кориснике у друштву. Ова врста метрологије се сматра највишим нивоом метрологије која тежи највишем степену тачности. BIPM одржава базу података о метролошкој калибрацији и мерним могућностима института широм света. Ови институти, чије су активности рецензиране, пружају основне референтне тачке за метролошку сљедивост. У области мерења, BIPM је идентификовао девет метролошких области, а то су акустика, електрицитет и магнетизам, дужина, маса и сродне величине, фотометрија и радиометрија, јонизујуће зрачење, време и фреквенција, термометрија и хемија.
Од маја 2019. ниједан физички објект не дефинише основне јединице.] Мотивација у промени основних јединица је да се цео систем изведе из физичких константи, што је захтевало уклањање прототипа килограма, јер је то последњи артефакт од кога зависе дефиниције јединица. Научна метрологија игра важну улогу у овом редефинисању јединица, јер су потребна прецизна мерења физичких константи да би се добиле тачне дефиниције основних јединица. Да би се редефинисала вредност килограма без артефакта, вредност Планкове константе мора бити позната на двадесет делова на милијарду. Научна метрологија је, кроз развој Киблове ваге и пројекта Авогадро, произвела вредност Планкове константе са довољно ниском несигурношћу да омогући редефинисање килограма.

### Правна метрологија
Законска метрологија се „односи на активности које произилазе из законских захтева и односе се на мере, мерне јединице, мерне инструменте и методе мерења и које обављају надлежни органи“. Такви законски захтеви могу произаћи из потребе заштите здравља, јавне безбедности, животне средине, омогућавања опорезивања, заштите потрошача и правичне трговине. Међународна организација за законску метрологију (OIML) је основана да помогне у хармонизацији прописа преко националних граница како би се осигурало да правни захтеви не спречавају трговину. Ово усклађивање осигурава да је сертификација мерних уређаја у једној земљи компатибилна са процесом сертификације у другој земљи, омогућавајући трговину мерним уређајима и производима који се на њих ослањају. WELMEC је основан 1990. године да промовише сарадњу у области законске метрологије у Европској унији и међу државама чланицама Европског удружења за слободну трговину (EFTA). У Сједињеним Државама законска метрологија је у надлежности Канцеларије за тегове и мере Националног института за стандарде и технологију (NIST), коју спроводе поједине државе.